# Mercè Curull i Martínez
Mercè Curull Martínez (Barcelona, 1953 - 2019) va ser una advocada que fou directora general de l'Esport a Catalunya entre el 1998 i el 2000.
Llicenciada en Dret per la UB, diplomada en comunitats Europees pel Patronat Català Pro Europa i magister en Dret de Catalunya per la UAB, durant 18 anys va ser responsable dels serveis jurídics de la presidència de la Generalitat de Catalunya. Va ser cap del Servei Jurídic Central del departament de la Presidència, cap del Servei Central d'Assessoria del Gabinet Jurídic Central i subdirectora general de Serveis Generals i Coordinació Jurídica del mateix gabinet.
Va ser nomenada Directora General de l'Esport des del 10 de març del 1998 fins al 2000. Va ser la primera dona que va ostentar un càrrec màxim a Catalunya en l'àmbit esportiu oficial. Anys després explicaria que es va trobar "sola i anormal, arraconada pels homes". L'exatleta Glòria Pallé i Torres la va substituir en el càrrec en el marc dels pactes postelectorals entre CDC i UDC.
En ser destituïda per raons polítiques va tornar al cos d'advocats de la Generalitat assumint la direcció de l'assessoria jurídica del departament d'agricultura durant tres anys. El 2004 Rafel Niubò li va oferir incorporar-se al seu equip, va tornar a la Secretaria General. El març del 2006 fou nomenada directora del Consell Català de l'Esport. Durant aquesta etapa va donar un impuls a l'esport femení a través de programes pels clubs que incorporessin dones a l'equip directiu i fomentant les beques per les esportistes.
El 2006 va explicar en una entrevista que prescindia de cotxe oficial, es desplaçava en transport públic i practicava el golf.